# Na siehste! – Das TV-Kult-Quiz mit Elton
Na siehste! – Das TV-Kult-Quiz mit Elton ist eine Quizsendung, die seit Juli 2021 im NDR Fernsehen ausgestrahlt und von Elton moderiert wird. Sie ist der Nachfolger von Wer hat’s gesehen?

## Spielablauf

### Vorrunde
In der ersten Runde bekommen die vier prominenten Kandidaten Fragen zur deutschen Fernsehgeschichte gestellt, die aus elf unterschiedlichen Kategorien stammen. Die Kategorien sind zu Beginn der Sendung festgelegt, die Reihenfolge mit den dazugehörenden Fragen wird jedoch von einem Zufallsgenerator bestimmt.
In der Regel bekommen die Kandidaten drei Antwortmöglichkeiten. Die Auflösung der Fragen erfolgt, indem ein Ausschnitt der dazugehörenden Fernsehsendung gezeigt wird. Eine Ausnahme bildet die Kategorie TV Hits: Hier bekommen die Kandidaten die Titelmusik der Sendung vorgespielt, die erraten werden muss.
Jeder Kandidat, der eine Frage richtig beantwortet, bekommt einen Punkt. Die beiden Kandidaten, die in der ersten Runde die meisten Punkte erspielt haben, kommen ins Finale.

### Finale
Im Finale bekommen die beiden Sieger-Kandidaten aus der ersten Runde offene Fragen gestellt, die ohne vorgegebene Antwortmöglichkeiten beantwortet werden müssen. Dabei bekommt der Kandidat mit den meisten Punkten aus der Vorrunde die erste Frage. Haben beide Sieger-Kandidaten gleich viele Punkte, so entscheidet der Würfel. Wer zuerst fünf Fragen richtig beantwortet, gewinnt die Show. Somit hat der Kandidat, mit dem die Fragerunde begonnen wurde, einen Vorteil, denn es gibt kein Nachziehen des zweiten Kandidaten.
Der Sieger des Finales bekommt als Trophäe den Telestar. In den nachfolgenden Sendungen wird der Telestar an den jeweiligen Gewinner weitergereicht. Gelingt es einem Kandidaten jedoch, drei Shows in einer Staffel für sich zu entscheiden, darf er den Telestar behalten.

## Rateteams
In der ersten Staffel (sechs Folgen, Erstsendung vom 4. Juli bis 4. September 2021) bestand das Rateteam aus Jürgen von der Lippe, Caroline Peters, Kurt Krömer und Wolfgang Lippert bzw. Marijke Amado.
Das Team in der zweiten Staffel (zwölf Folgen, Erstsendung 29. Januar bis 2. April 2023, 9. und 14. Dezember 2023) setzte sich aus Jürgen von der Lippe, Esther Schweins, Kurt Krömer und Mike Krüger zusammen.